# Venusmodellen
Venusmodellen er en amerikansk stumfilm fra 1918 af Clarence G. Badger.

## Medvirkende
- Mabel Normand - Kitty O'Brien
- Rod La Rocque - Paul Braddock
- Alec B. Francis - John Braddock
- Alfred Hickman - Nathan Bergman
- Edward Elkas - Briggs
- Edward Boulden - Bagley
- Albert Hackett - Boy
- Una Trevelyn - Hattie Fanshawe
- Nadia Gary - 'Dimples' Briggs